# 25世紀
25世紀（にじゅうごせいき）とは、西暦2401年から西暦2500年までの100年間を指す世紀。
この項目では、国際的な視点に基づいた25世紀について記載する。 

## 予定・予測される主なできごと

### 2410年代
- 2419年12月30日 - 01時38分 (UTC) に金星による天王星との食が起こる。

### 2420年代
- 2426年 - 冥王星が発見されてから太陽の周りを2公転し、3周目に入る。

### 2450年代
- 2456年 - 火星から木星までの三重会合が起こる。

### 2470年代
- 2478年8月29日 - 23時11分 (UTC) に火星による木星との食が起こる。

### 2490年代
- 2490年6月12日 - 金星の太陽面通過が起こる[1]。
- 2492年5月6日 - ベルギーの天文学者ジャン・メーウスによれば、太陽系の8つの惑星に冥王星を加えた9つの天体が太陽から見て90度以内の範囲に入る。これは949年2月1日以来のことになる。
- 2498年6月10日 - 金星の太陽面通過が起こる[2]。